# Scinax hayii
Scinax hayii é uma espécie de anfíbio da família Hylidae. Endêmica do Brasil, onde pode ser encontrada nos estados de Minas Gerais, Espírito Santo, Rio de Janeiro, São Paulo, Paraná e Santa Catarina.